# Renac
Renac (bret. Ranneg) – miejscowość i gmina we Francji, w regionie Bretania, w departamencie Ille-et-Vilaine.
Według danych na rok 1990 gminę zamieszkiwały 773 osoby, a gęstość zaludnienia wynosiła 30 osób/km² (wśród 1269 gmin Bretanii Renac plasuje się na 681. miejscu pod względem liczby ludności, natomiast pod względem powierzchni na miejscu 358.).